# فولجانس دي روسبي
فولجانس دي روسبي (بالإنجليزية: Fulgence de Ruspe)‏ (تلابت، 462 أو 467 - 1 جانفي 527 أو 533) هو أسقف مدينة روسبي البيزنطية في شمال أفريقيا بين القرنين الخامس والسادس، قبل أن يتحول إلى قديس في الديانة المسيحية.

## روابط خارجية
- فولجانس دي روسبي على موقع الموسوعة البريطانية (الإنجليزية)